# New Chicago
New Chicago – miasto w Stanach Zjednoczonych, w stanie Indiana, w hrabstwie Gibson.